# Guglielmo Della Porta
Guglielmo Della Porta (né en 1515 à Porlezza et mort en 1577 à Rome) est un architecte et sculpteur italien de la fin de la Renaissance, dans la période du maniérisme.

## Biographie
Guglielmo Della Porta est né dans une famille prospère du nord de l'Italie composée de maçons, de sculpteurs et d'architectes. Fils du sculpteur Cristoforo et de Caterina, il fait son apprentissage artistique à Gênes, dans l'atelier de son oncle Giovanni Giacomo (it), qui l'emmène sur le chantier de la cathédrale de Milan et lui confie des travaux de sculpture et la tâche de  reproduire les œuvres de Leonardo da Vinci jusqu'à la fin de 1530 environ. Il accompagne ensuite l'oncle à Gènes, où il perfectionne le dessin sous la direction du peintre Perin del Vaga, qui l'associe aux travaux exécutés au palais Doria ; il collabore avec l'oncle aux seize statues des prophètes sur les plinthes du ciborium de la chapelle Saint-Jean-Baptiste dans le dôme San Lorenzo de Gênes ; il exécute aussi le groupe d'Hercule et d'Antée pour le portail du palais Carrega (l'actuelle Chambre de commerce) et collabore avec Lucio Romano à la fabrication des stucs du palais Doria Pamphili, rue San Benedetto.
Après diverses œuvres mineures (deux anges de marbre pour la Compagnia di San Giovanni, deux portraits de marbre pour l'évêque de Servega, un Moïse de grandeur naturelle placé dans la cathédrale San Lorenzo, une Cérès pour la maison d'Ansaldo Grimali, une statue de sainte Catherine d'Alexandrie, conservées à l'Accademia ligustica di Belle Arti et, enfin, les Trois Grâces avec quatre putti en marbre envoyés en Flandres au grand écuyer de l'empereur Charles Quint avec un autre grande Cérès), il réalise des sculptures pour les églises et les familles patriciennes jusqu'en 1546. Au  musée Sant'Agostino de Gênes, on conserve sa statue du David vainqueur. En 1536, sur la place Sarzano, il sculpte le buste de Janus aux deux visages pour la fontaine publique avec la collaboration de son oncle Giovanni Giacomo. Dans la nef gauche de la cathédrale San Lorenzo de Gênes, dans la chapelle voulue par l'évêque Giuliano Cybo, il sculpte les statues de Moïse, de saint Jean le Baptiste, de saint Paul et du Rédempteur, placées dans les niches à côté de l'autel érigé vers 1530 par Domenico de Carona.
Aux alentours de 1537, il décide de se rendre à Rome, où il entre en contact avec Sebastiano del Piombo, qui le recommande au grand Michel-Ange. Les premières nouvelles de sa présence à Rome remontent au 19 avril 1546, où il reçoit 20 scudi pour l'exécution du buste d'Antonin le Pieux pour le château Saint-Ange.
Engagé par Michel-Ange dans la restauration des palais Farnese, il fournit une preuve excellente de son talent au point d'obtenir d'être présenté au pape.
Il crée notamment des jambes pour l'Hercule Farnèse, ces dernières manquant à l'appel lors de l'excavation de cette œuvre. Quelques années plus tard, lorsque les jambes originales sont retrouvées, Michel-Ange propose de conserver les jambes réalisées par Della Porta afin de montrer comment les artistes modernes peuvent se comparer aux anciens. Quand Sebastiano del Piombo meurt en 1547, il en hérite la fonction importante à l'Ufficio del piombo (monnaie papale), où on livre les bulles papales pour l'apposition du sceau de plomb, et conserve cette charge durant trente ans. Dans la même période, il réalise le tombeau du pape Paul III. Il commence son chef-d'œuvre, placé dans la basilique Saint-Pierre, en 1555 et l'achève en 1575 : les quatre grandes statues, qui montrent l'influence artistique de Michel-Ange, représentent les vertus et les qualités du pontificat de Paul III : la Prudence, la Justice, l'Abondance (it) et la Paix : Seules les deux premières se trouvent dans la basilique Saint-Pierre, tandis que les deux dernières sont placées sur un chemin du palais Farnese parce que, selon Vasari, « leur pureté laissait à désirer ». En commentant la production complexe du Porlezzese, Merzario affirme qu'« il n'y a aucun doute que le frère Guglielmo se classe par la valeur de son œuvre parmi les principaux artistes de la basilique Saint-Pierre ».
Dans les niches des piliers du premier grand arc de la basilique Saint-Pierre, on trouve ses quatre grands prophètes. Dans une chapelle que le cardinal Paolo Emilio Cesi d'Acquaspartaa fait ériger dans la basilique Sainte-Marie-Majeure, Guglielmo édifie les urne cinéraires des cardinaux Paolo et Federico Cesi, tandis que dans l'église Sainte-Marie-du-Peuple, il réalise le tombeau de marbre de Berardino Elvino (it) (déjà trésorier de Paul III), et dans l'église Sant'Andrea della Valle, il sculpte deux merveilleux bas-reliefs en porphyre représentant les parents d'Urbain VIII. Son buste de Paul III conservé au musée de Capodimonte de Naples est aussi une belle sculpture.
D'après son testament daté du 4 juillet 1558, Guglielmo avait une sœur nommée Marta et quatre enfants : Fidia, Lisippo, Mirone et Teodoro, et était propriétaire de biens à Luggino, dans la frazione de Tavordo, qui faisait partie de la commune de Porlezza. Après l'un de ses retours sporadiques à Porlezza, il projette et réalise sur sa propriété un oratoire dédié à l'origine aux saints Pierre et Paul puis en 1653 à saint Charles Borromée, comme l'indique sur la façade une plaque qui rappelle le nom du fondateur.